# الویس (ویرایشگر نوشتار)
الویس (Elvis) یک کلون بهبود یافته از ویرایشگر نوشتار vi است که نخستین بار در ژانویه ۱۹۹۰ منتشر شد. این ویرایشگر چندین ویژگی جدید از جمله هایلایت کردن سینتکس و پشتیبانی داخلی برای مشاهده اسناد nroff و HTML را معرفی کرد. الویس بدست استیو کرکندال نوشته شده و تحت مجوز Clarified Artistic (ClArtistic) توزیع شده است که بدست Perl استفاده می‌شود و یک مجوز نرم‌افزار آزاد سازگار با GPL است.
الویس نسخه‌ای از ویرایشگر vi است که با Slackware ، Frugalware و KateOS ارائه می‌شود.

## نظرات
الویس کلون پیشگام vi بود که در دهه ۱۹۹۰ به دلیل مختصر بودن و ویژگی‌های فراوانش مورد تحسین گسترده قرار گرفت.   این کلون تا حدود سال ۱۹۹۷ بر توسعه Vim تأثیر گذاشت.  
این نخستین کسی بود که برجسته‌سازی نحوی رنگی را ارائه داد (و برجسته‌سازی نحوی را به انواع فایل‌ها تعمیم داد)، و نخستین کسی بود که گزینش‌‌های برجسته‌شده از طریق صفحه‌کلید را ارائه داد.
نمایشگرهای HTML درونی الویس (در ابتدا) و (بعدها) به آن ویژگی‌های WYSIWYG غیرمعمولی می‌بخشیدند.

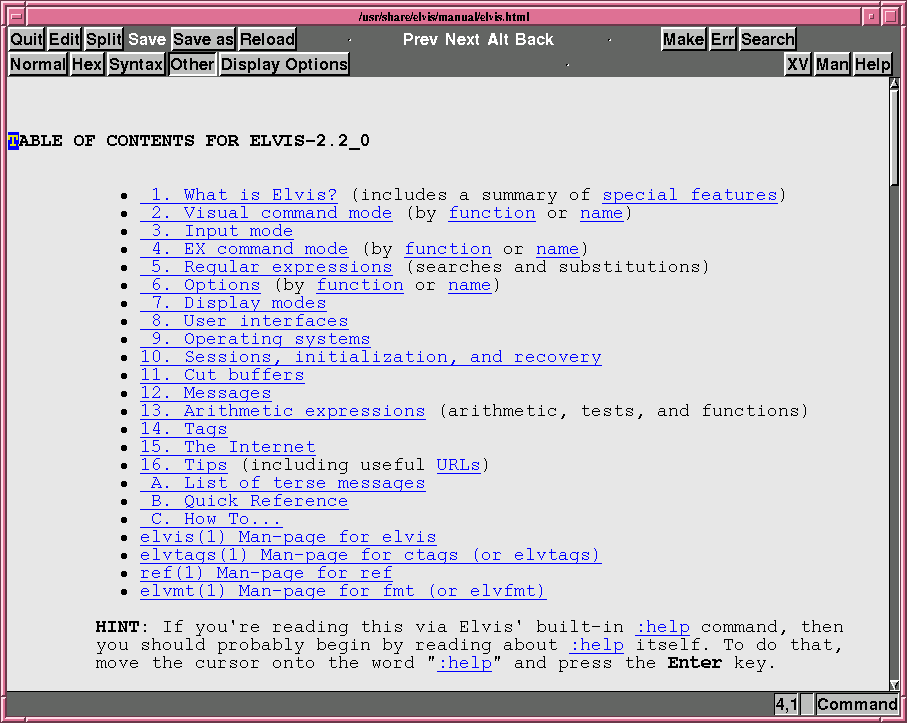
نمونه‌ای از صفحه راهنمای فرا‌نوشتاری الویس.

الویس پرونده‌های باینری را نیز تشخیص می‌دهد و یک صفحه نمایش دو بخشی برای ویرایش آنها فراهم می‌کند.

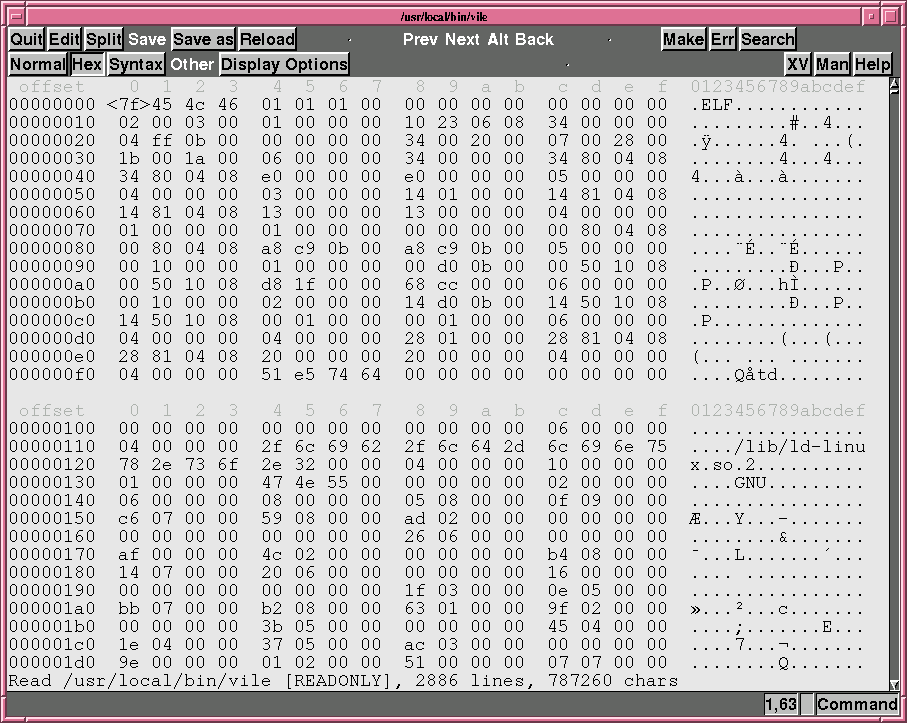
نمونه‌ای از حالت ویرایش هگزادسیمال الویس.

jelvis ، یک گونه‌ی ژاپنی، بر اساس کار Jun-ichiro itojun Hagino تا سال ۱۹۹۸ موجود است  کار جدیدتر او در این زمینه به عنوان وصله‌هایی علیه nvi توزیع شده است. یک نوع کره‌ای helvis نیز موجود است که در اصل بدست Park Chong-Dae نوشته شده است.   این انواع، اصلاحاتی از elvis 1.8 (۱۰ ژوئیه ۱۹۹۴) بودند.  ویرایشگر nvi بر اساس نسخه قدیمی‌تر elvis 1.5 (۲ آوریل ۱۹۹۲) است. 

## تاریخچه
الویس یک کلون بهبود یافته از vi است. برای درک کامل زمینه‌ای که الویس در آن آفریده شده است، خوانندگان باید تاریخچه vi را در نگاه بگیرند. در این بخش، تقریباً منحصراً تاریخچه نسخه‌های الویس را بررسی می‌کنیم.

استیو کرکندال نخستین نسخه از الویس را در نخست ژانویه ۱۹۹۰ در گروه خبری Usenet comp.os.minix منتشر کرد، با این هدف که این نسخه، یک کپی کامل‌تر و وفادارتر از Vi نسبت به Stevie تیم تامپسون (ویرایشگر ST برای علاقه‌مندان به VI) باشد که سه سال قبل منتشر شده بود.   کرکندال چندین تفاوت الویس با استیوی را بیان کرد، از جمله:

- متن در یک پرونده موقت ذخیره می‌شود، درست مانند vi واقعی و برخلاف stevie. به همین دلیل، می‌توانید فایل‌هایی را که بزرگتر از فضای داده یک فرآیند واحد هستند ویرایش کنید. همچنین، می‌توانید پرونده خود را پس از خرابی یا قطع برق بازیابی کنید.
- کلیدهای جهت‌نما در حالت ورودی کار می‌کنند. در واقع، اگر ویرایشگر را از طریق نام "input" فراخوانی کنید، ویرایش در حالت ورودی شروع می‌شود. می‌توانید تغییرات خود را ایجاد کنید و سپس با دو بار زدن Control-Z از آن خارج شوید و هرگز به حالت فرمان بصری نروید. به عبارت دیگر، elvis می‌تواند تقریباً مانند یک ویرایشگر معمولی عمل کند - کاری که vi واقعی قطعاً نمی‌تواند انجام دهد.
- خطوط طولانی به طور متفاوتی نمایش داده می‌شوند. در حالی که vi و stevie خط را در چندین ردیف صفحه نمایش می‌دهند، elvis آن را در یک ردیف نمایش می‌دهد و به شما امکان می‌دهد به طرفین حرکت کنید.

افزون بر این، در الویس تقریباً همه فرمان‌های ex/vi کار می‌کردند (به جز :@، :abbr، و :preserve در حالت ex و @ در حالت visual و الحاق به بافرهای نامگذاری شده). 
این ویرایشگر به تندی توجه بسیاری از جوامع علاقه‌مند را به خود جلب کرد.  اندرو تاننباوم به سرعت از جامعه خواست تا یکی از این دو ویرایشگر را به عنوان کلون vi در Minix گزینش کنند؛  الویس برگزیده شد و تا به امروز کلون vi برای Minix باقی مانده است.
در سال ۱۹۸۹، لین ژولیتز و ویلیام ژولیتز شروع به پورت کردن BSD Unix برای اجرا روی پردازنده‌های کلاس ۳۸۶ کردند، اما برای ایجاد یک توزیع رایگان، باید از هرگونه کد آلوده به AT&T، از جمله vi بیل جوی ، اجتناب می‌کردند. برای پر کردن جای خالی ناشی از حذف vi، توزیع ۳۸۶BSD آنها در سال ۱۹۹۲، Elvis را به عنوان جایگزین vi خود برگزید. اما در دانشگاه برکلی، کیت باستیک به دنبال جایگزینی «سازگار با باگ برای باگ» برای vi جوی برای ۴.۴BSD-Lite بود. باستیک با استفاده از Elvis کرکندال (نسخه ۱.۸) به عنوان نقطه شروع، nvi را ایجاد کرد و آن را در بهار ۱۹۹۴ منتشر کرد. 
در اوت ۱۹۹۴، کرکندال اعلام کرد که در حال کار بر روی بازنویسی اساسی الویس است،  و در اکتبر ۱۹۹۶، این اثر آماده انتشار شد.  نسخه نوین دارای شماری ویژگی تازه بود، از جمله
- چندین بافر ویرایش، بنابراین می‌توانید چندین پرونده را همزمان ویرایش کنید.
- چندین پنجره، بنابراین آن بافرهای ویرایش می‌توانند فضای صفحه را به اشتراک بگذارند.
- حالت‌های نمایش مختلف، از جمله...
  - «عادی» که شبیه صفحه نمایش سنتی vi است
  - "hex" که برای مشاهده فایل‌های باینری مناسب است
  - «نحو» که از رنگ‌آمیزی نحو پشتیبانی می‌کند (قابل تنظیم)
  - دستور "man" که برگه‌های راهنمای یونیکس مانند nroff را قالب‌بندی می‌کند.
  - «html» که برگه‌های وب را قالب‌بندی می‌کند
- کمک فرامتنی آنلاین
- رابط‌های کاربری متنوع، از جمله...
  - «termcap» که از برگه‌های نوشتاری مانند vi سنتی استفاده می‌کند
  - "x11" که یک رابط کاربری گرافیکی (GUI) برای کاربران یونیکس/ویندوز ایکس فراهم می‌کند.
  - کامپایل کردن: elvis می‌تواند پیام‌های خطا را تجزیه کند و به منبع خطا برود
- چاپ WYSIWYG، با درایورهایی برای بیشتر گونه‌های چاپگر
- ماشین حساب داخلی با سینتکس شبیه به زبان C
- قابلیت شخصی‌سازی فوق‌العاده
- حالت «باز»، برای ویرایش یک خط در یک زمان، حتی در ترمینال‌های بسیار ساده

در دسامبر ۱۹۹۸، کرکندال نسخه ۲.۱ از نرم‌افزار Elvis را منتشر کرد،  که ویژگی‌هایی از جمله تکمیل نام از طریق کلید <Tab>، پروتکل‌های شبکه (که امکان خواندن/نوشتن از طریق URLهای وب را فراهم می‌کرد) و حالت نمایش "tex" به آن افزوده شده بود. کرکندال نسخه ۲.۱ را با رفع اشکالات و بهبودهای جزئی به گونه‌ی ۲.۱_۱، ۲.۱_۲، ۲.۱_۳ و سرانجام ۲.۱_۴ که در اکتبر ۱۹۹۹ پخش شد، حفظ کرد. 
در اکتبر ۲۰۰۳، چهار سال پس از پخش نسخه‌ی پیشین، کرکندال نسخه ۲.۲ از الویس را منتشر کرد،  که تعدادی ویژگی جدید از جمله یک بررسی‌کننده املای حساس به نوشتار داخلی، تا کردن نوشتار ، برجسته‌سازی ناحیه و پروتکل‌های URL قابل تعریف بدست کاربر را به آن اضافه کرده بود. افزون بر این، تعدادی ایده از Vim نیز در آن به کار رفته بود.

## پیوندهای بیرونی
- صفحه اصلی الویس
- Unofficial Elvis' در گیت‌هاب
- گفته می‌شود الویس روی مینیکس اجرا می‌شود
- Comment on vi-compatibility توسط Wayback Machine (بایگانی‌شده مه ۱۹, ۲۰۰۸)   بنویسید